# Fog Frog Dog
Fog Frog Dog, glazbeni projekt iz Splita, "višeglava jednovrata zvijer iz Splita".

## Povijest
Projekt čini svestrani glazbenik splitske alter pozornice Branko Dragičević alias Fog Frog Dog, koji je i polovica sastava Valentina Boškovića, te član sastava Kundyak Mezhie i Summy & Bummy.  Fog Frog Dog se ne uklapa stilom ni u koje obrasce hrvatske glavnostrujaške glazbe, ni indiea, ni alternative nitd. Premda se nije trudio promovirati svoj prvi album Split objavljen u 2015. godine u vlastitom mrežnom izdanju, niti je iza njega stajala diskografska kuća, glazbene kritičare je zadivio njime te su ga uvrstili u sam vrh najboljih domaćih izdanja. No zbog prethodnih razloga primijetio ga je tek uzak krug ljudi. Objavio je 2019. album sdgvuigujheriptbnjieoang. Gostovao u radijskoj emisiji KUD-a Marjan, kad je otkrio pojedinosti o sastavu. Album je objavila "prva hrvatska intergalaktička diskografska kuća" Nima vode sa sjedištem na internetu, njeno ukupno 4. izdanje. Na albumu gostuje poznata hrvatska kantautorica Irena Žilić u skladbi Travel Alone te na pjesmi Starchild kantautorica Mirty. Skladbe variraju od "pjevnih melodija u kaleidoskopske pop simfonije" i rađene su u produkcijskom stilu "uradi sam".

## Diskografija
- Split, studijski album, samizdat, 2015.[6]
- sdgvuigujheriptbnjieoang, studijski album, Nimavode, 2019.

## Članovi
- Branko Dragičević

## Vanjske poveznice
- Facebook
- Discogs
- SoundCloud
- Bandcamp
- Fog Frog Dog - Pohyeye Kanal Diogenes Barrela na YouTubeu. 19. svibnja 2011.
- Zlatko Gall: Fog Frog Dog Split  Slobodna Dalmacija 1. listopada 2015.
- Kanal Branka Dragičevića na YouTubeu